# Victorine Rehm
Victorine Rehm, née le 7 mars 1862 à Raville et morte le 4 août 1938 à Lavaur, est une peintre française.

## Biographie
Victorine Émilie Marie Rehm est la fille de Pierre Charles Félix Rehm, propriétaire cultivateur et de Victorine Paigné. Sa sœur Marie Jeanne Rehm sera peintre également.
Élève de M. Courtois, de René Prinet et de Raphaël Collin, elle expose au Salon à partir de 1887.
En 1926, elle est installée à Lavaur, rue du Père-Colin, avec ses sœurs.
Elle meurt à l'âge de 76 ans.